# Regulacija genskega izražanja
Regulacija ekspresije (izražanja) genov (˝genska regulacija˝) je celična kontrola nastanka funkcionalnega produkta gena, v zadostni količini in v točno določenem času. Funkcionalni produkt gena je lahko RNA ali pa protein. Znanih je mnogo mehanizmov, ki uravnavajo izražanje protein kodirajočih genov. Pri genskem izražanju je lahko katerikoli korak uravnavan: od DNA-RNA prepisovalnega koraka do posttranslacijske spremembe proteina. Genska regulacija omogoči celici kontrolo nad strukturo in funkcijo in je osnova za celično diferenciacijo, morfogenezo, spremenljivost in prilagoditev pri katerem koli organizmu. Pri regulaciji izražanja genov je znanih več korakov.

## Kemijske in strukturne spremembe DNK ali kromatina

### Kemijske spremembe
Metilacija DNA je eden izmed najpogostejših načinov kemijske spremembe DNA in je prisotna v genomih različnih organizmov. Najdemo jo pri prokariontih in evkariontih. Pri prokariontih se DNA metilacija pojavi na citozinskih in adeninskih bazah in je del gostiteljskega restrikcijskega sistema  . Restrikcijsko modifikacijski sistemi vsebuje DNA metilaze, ki ščitijo gostiteljsko DNA zaporedje pred restrikcijo, z njihovimi restrikcijskimi encimi, ki razgrajujejo nespremenjeno tujo DNA . Pri citozinu se DNA metilacija pojavi na mestu C-5 ali N-4, pri adeninu pa ne mestu N-6. Reakcijo katalizira encim DNA metiltransferaza (MTaza). Kot metilni donor vse MTaze uporabljajo S-adenozil metionin . Določene metilaze (DNA citozin MTaza (Dcm), DNA adenin metilaza (Dam) in CcrM (cell cycle-regulated methylase)) sodelujejo pri celičnih regulatornih pojavih in kontroli bakterijske virulence  .
Metilacija adenina lahko prepreči interakcijo regulatornih proteinov z DNA, bodisi s posrednim ali z neposrednim steričnim učinkom na DNA obliko. Pri Escherichia coli Dam regulira izražanje trpR, Tn10 transpozonaze, dnaA in fagnih genov, npr. mom faga Mu . Metilacija GATC mest, znotraj konsenznih RNA polimeraza vezavnih mest, inhibira (trpR and Tn10 transpozonaza) ali ojača (dnaA) transkripcijo oz. prepisovanje.
DNA vezavni proteini lahko preprečijo metilacijo z vezavo na specifična DNA zaporedja. SeqA protein, ki je vključen pri podvojevanju DNA, se specifično veže na hemimetilirano DNA zaporedje blizu oriC mesta (mesto začetka podvojevanja). Tako onemogoči metilacijo oriC mesta in ga vzdržuje v hemimetiliranem stanju (Kang in sod., 1999). Nekateri regulatorni proteini se z visoko afiniteto vežejo na specifična DNA hemimetilirana zaporedja in tvorijo t. i. DNA metilacijske vzorce (DMP). DMP se tvorijo, ko se regulatorni faktorji vežejo na tarčna mesta DNA, ki prekrivajo ali pa so blizu metilacijskih mest in s tem preprečijo njihovo metilacijo. Tak primer opazimo pri regulaciji ekspresije genov Pap pilusa pri E. coli (Palmer in Marinus, 1994).
Pri E. coli DNK adenin metilaza (Dam) metilira nemetilirana in hemimetilirana GATC mesta podobno. Dam ima pomembno vlogo pri DNA podvojevanju, segregaciji kromosomske DNA, pri popravljanju neujemanja (missmatch repair) in transpoziciji  . Pri vseh teh pojavih hemimetilirana GATC mesta predstavljajo takojšnjo DNA podvojevanje in kontrolo vezave specifičnih proteinov. Segregacija novo nastale podvojene DNA se lahko pojavi z vezavo hemimetilirane DNA na membranske faktorje. Pri popravljanju neujemanja se MutH veže na hemimetilirano DNA in odreže segment z napačno vstavljeno bazo. Nastane 3-OH' konec in polimeraza lahko nadaljuje sintezo . Določene transpozoaze, tudi Tn10, se vežejo z visoko afiniteto na hemimetilirana mesta in tako limitirajo transpozicijo (Lewin, 2000). Dam ima pomembno vlogo pri virulenci mnogih patogenih mikroorganizmih. Pri E. coli je izražanje večje skupine pilus operonov uravnavano s Dam. Pri okužbi s Salmonella serovar Typhimurium je DNA adenin metilaza nujna pri razvoju tifiodne vročice. Pokazalo se je, da ima Dam pomembno vlogo pri patogenezi mnogih bakterij .
Pri večceličnih evkariontih je metilacija verjetno omejena samo na citozinske baze. Metilacija histonskih repov  vpliva na strukturo histonskega jedra in s tem na regulacijo izražanja genov. Prav tako ne prihaja do prepisovanja genov, ki so metilirana. Samo jedro evkariontske celice vsebuje veliko količino DNA. Zato mora biti DNA »spakirana lepo«. Vsaka molekula DNA je spakirana v obliki kromosoma. Nukleoproteinski kompleks v jedru evkariontske celice se imenuje kromatin. Osnovne biokemijske sestavine kromatina so molekule DNA in dve vrsti beljakovin, histoni in nehistonski kromosomski proteini. Histoni so družina malih proteinov, ki imajo razmeroma veliko število pozitivno nabitih bazičnih aminokislinskih ostankov, arginina in lizina, ki se povezujejo z negativno nabitimi fosfatnimi skupinami v DNA.
Znanih je 5 vrst histonskih proteinov (H1, H2A, H2B, H3 in H4). Imajo različne molekulske mase in različna razmerja med argininom in lizinom. Nehistonski proteini se v jedru nahajajo v razmeroma malih količinah in so ali razni transkripcijski faktorji ali proteini, ki stabilizirajo multiproteinske komplekse. Da bi se genomska DNA lahko stisnila v dovolj majhen zvitek, ki bo imel prostor v celičnem jedru, mora biti molekula DNA natančno urejena in strnjena. Proces stiskanja se začne s sestavljanjem kompleksa DNA-histoni. Histonske sredice, ki imajo 8 beljakovinskih molekul (2 kopiji H2A, H2B, H3 in H4), so tesno ovite z DNA. Te komplekse imenujemo nukleosomi. Okoli sredice nukleosoma je ovitih točno 147/146 baznih parov. Vsak nukleosom se poveže še s histonom H1, ki dejansko omogoča povezovanje nukleosomov v 30nm fibrilo. Nukleosomi se nadalje stiskajo v solenoid (tuljava spominja na vlakna) s premerom 30nm. Ovijanje se nadaljuje tako, da nastajajo šopi zank in rozet, tako nastane kromatida.  N terminalni konci lizina, ki štrlijo iz histonskih beljakovin so pomembni za regulacijo prepisovanja. Npr. z acetilacijo N terminalnega konca H4 histona se vlaknasta struktura solenoida razmakne in veriga postane bolj dostopna encimom, ki sodelujejo pri prepisovanju. Prav tako se lahko ti konci metilirajo, kar ohranja pozitiven naboj in preprečuje odpiranje solenoida  . 
Metilacija histonskih repov vpliva na strukturo histonskega jedra in s tem na regulacijo izražanja genov. Prav tako metilacija DNA prepreči ekspresijo genov. Poznamo dva tipa metilacije DNA. Prva je »maintaince« metilacija, ki skrbi, da je tudi hčerinska DNA pri podvojevanju pravilno metilirana. Druga pa je de novo metilacija, ki povzroča metilacijo na popolnoma novih delih genoma. Pogosto je pri utišanju genov opažena interakcija med metilacijo DNA, histonskimi deacetilazami in kompleksi proteinov remodelacije . Saj sama DNA metilacija ni dovolj za popolno inaktivacijo gena. Poskusi kažejo, da metilacija DNA poskrbi predvsem za to, da ugasnjeni geni tudi ostanejo ugasnjeni. Metilacija DNA pa je potrebna tudi za »imprinting«. Ti označeni geni (imprinted genes) imajo metilirano DNA enega alela (prepisovanje gena poteka le z enega alela). Saj bi v nasprotnem primeru lahko prišlo do poškodbe organizma. Metilacija lahko povzroči, da se en gen prepisuje le z materinega kromosoma, drugi gen pa le z očetovega . 
Metilacija je del spomina celice. Po oploditvi se metilacijski vzorec prenese v zigoto, a se po petih dneh popolnoma izbriše in kasneje ponovno vzpostavi. Vzorec metilacije se med podvojevanjem DNA ohranja . De novo metilacija poteka z encimom DNMT3a in DNMT3b. DNMT1 pa lahko metilira le komplementarno verigo . Med podvojevanjem nova nitka še ni metilirana, metilira se z zamikom. To je pomembno, saj v primeru napak lahko popravljalni mehanizmi prepoznajo novo nitko in jo popravijo še preden se metilira. Metilacija prav tako sodeluje pri utišanju genov na enem izmed dveh kromosomov X pri ženski . 
Da bi se določena mesta v genomu lahko prepisala oz. bila dostopna proteinom mora priti do premestitve nukleosomov oziroma spremembe strukture kromatina . Poznamo dva mehanizma. 
- Pri prvem mehanizmu prihaja do acetilacije histonov (s histon acetil transferazo, HAT), tj. vezavo acetilne skupine na lizin v N-terminalni regiji vsakega histona, v histonskem jedru, kar povzroči zmanjšanje afinitete histonov za DNA in interakcij med posameznimi nukleosomi ter posledično 'sesuvanja' histonskega jedra. Ko se histoni deacetilirajo (encim: histon deacetilaza, HDA) se zopet vzpostavi prvotna struktura (Fuks, 2005). Histonska metilacija je izredno stabilna modifikacija (irreverzibilen epigenetski znak). Pomembna je predvsem metilacija Lys. Metilacija lahko aktivira ali inaktivira (utiša) gene, odvisno od lokacije metilacije. Dve metilaciji sta lahko na zelo kratkih razdaljah, pri čemer prihaja do različnih učinkov. Če se metilira lizin-9 pride do utišanja gena, v primeru metiliranja lizina-4 pa pride do aktivacije gena [18]. Zaradi zgoraj omenjenega ne smemo misliti, da je metilacija edini način kemijske spremembe. Struktura nukleosoma se lahko razdre tudi s kovalentno modifikacijo histonskih repov (na N-koncu), bodisi z acetilacijo, fosforilacvijo, ubikvitinacijo [19], sumoilacijo, glikozilacijo, ADP-ribozilacijo [20], biotinilacijo [21] in karbonilacijo [22]. Posebni proteini zaznajo kovalentno modificirane histonske repe, ti so oznake, signali ali vezna mesta za downstream dogodke, ki bodo vodili v spremenjeno gensko izražanje. Mesta, kje so histoni modificirani ali ne, so dostopna posebnim proteinom, ki se vežejo na ta del DNA in ti proteini kontrolirajo strukturo kromatina znotraj funkcijskih območij in tako regulirajo izražanje genov [23] [24] [25] .
- Drugi mehanizem pri spremembi kromatina vključuje remodeliranje le-tega.

### Strukturna sprememba
Za razliko od acetilacije lizina s HAT, pri tem načinu ne pride do kovalentnih sprememb histonov, ampak do odmikanja DNA od histonov zaradi energetskih sprememb. Ob tem pride do premestitve nukleosomov na kratkem delu genoma. Ker postane DNA tako manj komapktna postanejo vezavna mesta na DNA bolj dostopna proteinom. Spremembe, ki lahko nastanejo:
- Remodelacija – sprememba samo v sestavi nukleosoma. Ne pride do spremembe v položaju nukleosoma. Pride do popuščanja vezi med DNA in histonom.
- Drsenje – cis remodelacija – Pride do premeika nukleosoma vzdolž DNA
- Prenos – trans remodelacija – prenos nukleosoma na drugo molekulo ali na ne-sosednji del molekule DNA (Cho in sod., 2004)

Tako kot HAT (histon acetil transferaza) so za remodeliranje kromatina potrebni določeni proteinski kompleksi imenovani SWI/SNF, ki ga sestavlja vsaj 11 proteinov. Malo je znano o kompleksu SWI/SNF. Kompleks nima vezavnega mesta za DNA to pomeni, da morajo pri regulaciji sodelovati tudi nekateri drugi proteini. Energija potrebna za premestitev nukleosoma nastane s hidrolizo ATP. Ob tem pride do premika dimerov H2A in H2B. Tetramere H3 in H4 se najverjetneje ne premikajo saj so bolj stabilne. Možno je tudi, da SWI/SNF kompleks deluje v povezavi z acetilacijo histonov, vendar tej teoriji nasprotuje dejstvo da kompleks SWI/SNF deluje le na določenih delih DNA molekule   . V osnovi naj bi bila aktivacija genov pri evkariontih regulirana v več stopnjah. V grobem jih lahko razdelimo  najmanj v pet serij:
- Aktivacija genske strukture
- Iniciacija (začetek) transkripcije
- Procesiranje transkripta
- Transport v citoplazmo
- Translacija mRNA (messenger RNA)

Geni so lahko v aktivnem ali neaktivnem stanju. Strukturna sprememba v genu nakazuje na to, da je gen »prepisovalen«.

## Regulacija transkripcije
Transkripcija odraža kompleksnost genske ekspresije. Vse faze sinteze RNK lahko variirajo. Najpomembnejša funkcija je sprememba genetične informacije. mRNK nosi potrebno informacijo o strukturi proteinov. Glavni encim odgovoren za sintezo RNA je RNK polimeraza, ki katalizira polimerizacijo ribonukleozida 5'-trifosfata (NTPs) tako kot narekuje DNA zaporedje. RNA veriga vedno nastaja v smeri od 5' proti 3' koncu. RNA polimeraza E. coli je kompleksen encim sestavljen iz več podenot (Cooper, 1996). 
Pri E. coli geni, ki nosijo zapis za β-galaktozidazo, permeazo in transacetilazo se izražajo kot enovita enota, imenovana operon. Transkripcija operona je kontrolirana s o (operator), ki je blizu transkripcijskega iniciacijskega mesta. Geni i nosijo zapis za represor, ki se v odsotnosti laktoze veže na operator (o) in prepreči transkripcijo treh strukturnih genov (z, β-galaktozidaza; y, permeaza; in a, transacetilaza). Laktoza inducira ekspresijo operona z vezavo na represor, kar onemogoči vezavo represorja na promotor. To je primer negativne kontrole lac operona . Kot vidimo na primeru laktoznega operona je kontrola transkripcije vodena z interakcijami med regulatornimi proteini in specifičnimi DNA zaporedji. Regulatorna zaporedja kot je operator imenujemo cis-delujoči kontrolni elementi (cis-acting control elements), ker vplivajo samo na izražanje »povezanih« genov na isti DNA molekuli. Proteine, kot so represorji, imenujemo trans-delujoči faktorji, saj vplivajo na izražanje genov lociranih na drugih kromosomih znotraj celice . Pozitivno kontrolo transkripcije lahko razložimo na primeru arabinoznega operona. Gen araC nosi zapis za proteini, ki aktivira transkripcijo. Izražanje operona je inducirano z arabinozo, ki se veže na AraC protein. Tako se lahko AraC protein veže na regulatorna DNA zaporedja in aktivira transkripcijo  .
Transkripcijska atenuacija je tudi del bakterijskega izražanja genov. Atenuacija je mehanizem, ki nadzira zmožnost nadaljnjega branja RNA polimeraze, ko naleti na atenuator, ki je notranji terminator (terminacijska sekvenca) lociran na začetku transkripcijske enote. Nekateri zunanji vplivi povzročijo nastanek notranjega terminatorja v obliki sekundarne strukture - lasnice. V primeru tvorbe lasnice, RNA polimeraza ne more več prepisovati gena, če pa se lasnica ne tvori potem RNA polimeraza nadaljuje s fazo elongacije preko terminatorja in geni se prepišejo. Spremembe v sekundarni strukturi, ki nadzorujejo atenuacijo so pogojene s položajem ribosoma na mRNA. Da pride do terminacije, je potrebno, da je ribosom zmožen prevajati vodilni segment mRNA. Takrat se pri terminatorju 1 (sekvenci) tvori terminacijska lasnica. Če pa ribosom ne more prevajati vodilnega segmenta, se lasnica tvori na drugi lokaciji. Posledica tega je, da terminacijska regija ostaja eno - verižna in RNA polimeraza lahko prepisuje kodirajočo regijo . Čeprav poteka transkripcija po podobnem načelu, je pri evkariontih mnogo kompleksnejša.
Pri evkariontih RNK polimeraza II lahko prične z začetkom prepisovanje, le če so prisotni dodatni proteini, t. i. transkripcijski faktorji. Ločimo dva splošna tipa transkripcijskih faktorjev: 
- Bazalni transkripcijski faktorji, ki so vključeni pri vseh polimeraznih II   promotorjih, zato predstavljajo pomembno vlogo pri transkripciji.
- Drugi transkripcijski faktorji se vežejo na DNA zaporedja, ki kontrolirajo izražanje posameznih genov in so zato odgovorni za uravnavanje genske ekspresije. Promotorji mnogih genov, katere prepiše polimeraza II, vsebujejo zaporedja podobna TATAA (gre za 25 do 30 nukleotidov »upstream« od začetnega transkripcijskega mesta). Ta zaporedja imenujemo TATA box.

Prva stopnja pri tvorbi prepisovalnega kompleksa je vezava bazalnega transkripcijskega faktorja TFIID na TATA box. TFIID je sestavljen iz nekaj podenot, med katerimi je tudi TATA-vezavni protein (TBP) (Le ta se specifično veže na TATAA konsenzno zaporedje) in ostali polipeptidi imenovani TBP-pridruženi faktorji (TAF). TBP nato veže drugi bazalni transkripcijski faktor (TFIIB) tako, da nastane TBP-TFIIB kompleks na promotorju. TFIIB služi kot »most« za RNA polimerazo, katera se veže na TBP-TFIIB kompleks v kombinaciji s tretjim faktorjem, TFIIF. 
Po rekrutiranju RNA polimeraze II na promotor, sta potrebna še dva dodatna faktorja (TFIIE in TFIIH) za začetek transkripcije. TFIIH ima več podenot in dve glavni vlogi. Namreč dve podenoti TFIIH sta helikazi in odvijata DNA okoli začetnega mesta (te podenote so prav tako pomembne pri nukleotidnem popravljalnem mehanizmu (excision repair)). Druga podenota TFIIH je proteinska kinaza, ki fosforilira ponavljajoča zaporedja prisotna na C terminalni domeni največje podenote RNA pol II. Fosforilacija teh zaporedij sprosti polimerazo iz njene »zveze« z iniciacijskim, začetnim, kompleksom, kar omogoči potovanje vzdolž »osi« v nastajanju RNA verige. 
Poleg TATA box-a, promotorji mnogih genov, ki jih prepisuje RNA pol II, vsebujejo še eno zelo pomembno zaporedje, Inr oz. začetna zaporedja. Nekateri promotorji pa vsebujejo samo Inr elemente, brez TATA box-a. Iniciacija na teh promotorjih še vedno potrebuje TFIID (in TBP). Tako imajo TBP centralno vlogo pri začetku prepisovanja pol II  .
RNA pol I prepisuje samo RNA gene, ki so prisotni v tandemnih ponovitvah. Prepis teh genov vodi do nastanka dolge 45S pre-rRNA, ki se nato procesira do 28S, 18S in 5,8S rRNK. Promotorska zaporedja prepoznata dva transkripcijska faktorja, UBF (upstream binding factor) in SL1 (selectivity factor 1), ki se kooperativno vežeta na promotor in preuredita pol I tako, da se tvori iniciacijski kompleks. SL1 transkripcijski faktor je sestavljen iz 4 proteinskih podenot, od katerih je ena TBP. TBP je pogost TF, potreben za vse 3 evkariontske RNA polimeraze. Gene za tRNA, 5S RNA in nekatere small RNA prepisuje polimeraza III . Začetek združitve transkripcijskega kompleksa se prične z vezavo TFIIIA na specifična zaporedja v 5S rRNA promotorju. Po tej vezavi sledi sekvenčna vezava TFIIIC, TFIIIB in pol III. Promotorji za tRNA gene se razlikujejo od 5S rRNA promotorjev po tem, da ne vsebujejo DNA zaporedja, ki ga prepozna TFIIIA. Namreč TFIIIC se direktno veže na promotor tRNA genov in služi za združitev TFIIB in pol, da se tvori transkripcijski kompleks. TFIIIB je sestavljen iz več podenot, kjer najdemo tudi TBP .

### Struktura in funkcija transkripcijskih aktivatorjev
Najbolje preučevani transkripcijski faktorji so transkripcijski aktivatorji. Le-ti se vežejo na regulatorna DNK-zaporedja in stimulirajo prepisovanje. Na splošno naj bi bili ti faktorji sestavljeni iz dveh domen; ena regija proteina se specifično veže na DNK, druga pa aktivira transkripcijo z interakcijo ostalih komponent transkripcijske mašinerije. Glej tudi Transkripcijski faktor

### Represorji
Tako kot pri prokariontih se pri evkariontih represor veže na specifična DNA zaporedja in prepreči prepisovanje. Vezava represorja blizu transkripcijskega začetnega mesta lahko prepreči vezavo RNA polimeraze ali bazalnih transkripcijskih faktorjev s promotorjem. Podobno zasledimo pri bakterijah. Nekateri represorji tekmujejo z aktivatorji za vezavo na specifično regulatorno zaporedje. Takšni represorji imajo enako DNA vezavno domeno, vendar nimajo aktivacisjke domene, tako kot aktivatorji. Posledica tega je preprečitev prepisovanja . 
Poznamo tudi t. i. aktivne represorje, kateri vsebujejo specifične funkcionalne domene, ki inhibirajo transkripcijo preko protein-protein interakcije.  Takšen primer zasledimo pri Krüppel proteinu, ki sodeluje pri embrionalnem razvoju Drosophila . Ena izmed pomembnih vlog represorjev je tudi ta, da preprečijo izražanje tkivno specifičnih genov v »nepravih« celičnih tipih. Represorsko vezavno mesto pri imunoglobinskem ojačevalcu naj bi pripomoglo k njegovi tkivno specifični ekspresiji z ustavitvijo transkripcije v nelimfoidnih celicah . Ostali represorji so pomembni pri kontroli celične proliferacije in diferenciacije, kot odgovor na hormone in rastne faktorje (Lodish in sod., 2000).